# Hebeclinium
Hebeclinium là một chi thực vật có hoa trong họ Cúc (Asteraceae).

## Loài
Chi Hebeclinium gồm các loài: